# 马塞尔·珀蒂奥
马塞尔·珀蒂奥（Marcel André Henri Félix Petiot）（1897年1月17日—1946年5月25日），法国医生和连环杀手。在二战时期至少杀死60人。
第二次世界大戰期間在巴黎的家中發現了23人遺體，被判犯有多起謀殺罪，於斷頭台上執行死刑。人們懷疑他謀殺了大約60名受害者，儘管真實數字仍然未知。擁有「Captain Valery」、「Docteur Satan」等綽號。